# Asteron quintum
Asteron quintum är en spindelart som beskrevs av Rudy Jocqué och Baehr 200. Asteron quintum ingår i släktet Asteron och familjen Zodariidae.
Artens utbredningsområde är Victoria, Australien. Inga underarter finns listade.